# Apteronotus

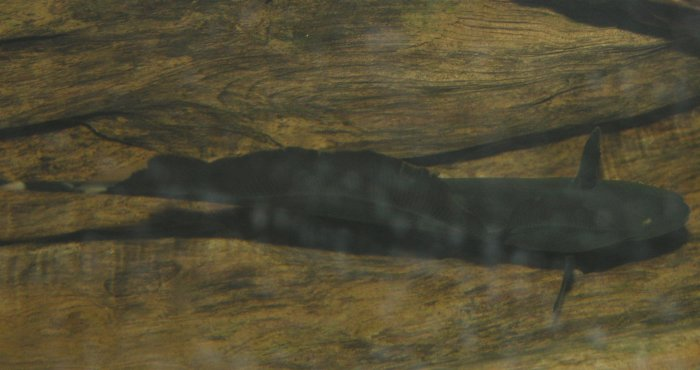
Apteronotus albifrons

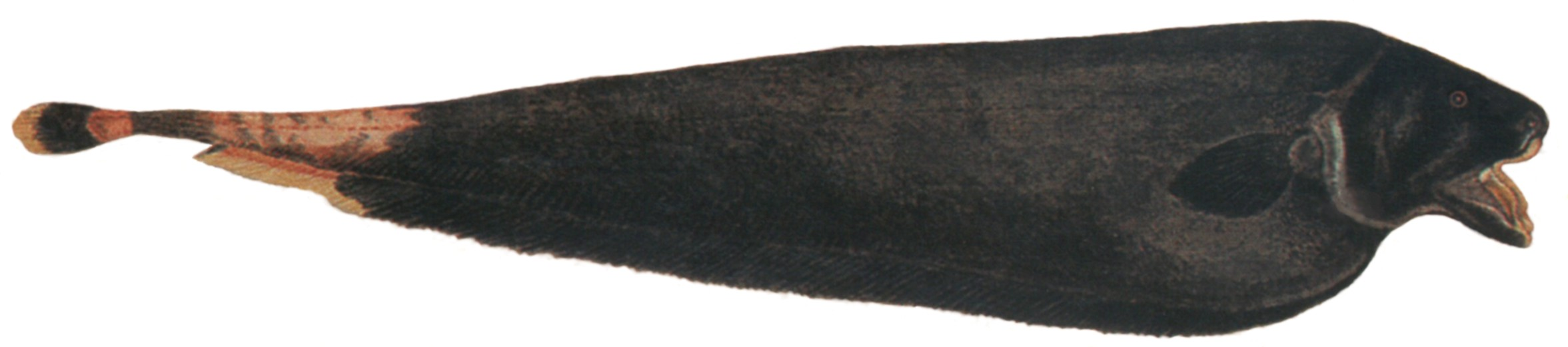
Apteronotus albifrons (c. 1830)

Apteronotus és un gènere de peixos pertanyent a la família dels apteronòtids.

## Distribució geogràfica
Es troba a Sud-amèrica i Panamà.

## Taxonomia
- Apteronotus albifrons (Linnaeus, 1766)[3][4][5]
- Apteronotus apurensis (Fernández-Yépez, 1968)[6]
- Apteronotus bonapartii (Castelnau, 1855)[7]
- Apteronotus brasiliensis (Reinhardt, 1852)[8]
- Apteronotus camposdapazi (Santana & Lehmann, 2006)[9]
- Apteronotus caudimaculosus (Santana, 2003)[10]
- Apteronotus cuchillejo (Schultz, 1949)[11]
- Apteronotus cuchillo (Schultz, 1949)[11]
- Apteronotus ellisi (Alonso de Arámburu, 1957)[12]
- Apteronotus eschmeyeri (Santana, Maldonado-Ocampo, Severi & Mendez, 2004)[13]
- Apteronotus galvisi (De Santana, Maldonado-Ocampo & Crampton, 2007)[14]
- Apteronotus jurubidae (Fowler, 1944)[15]
- Apteronotus leptorhynchus (Ellis, 1912)[16][17][18]
- Apteronotus macrolepis (Steindachner, 1881)[19]
- Apteronotus macrostomus (Fowler, 1943)[20]
- Apteronotus magdalenensis (Miles, 1945)[21][22]
- Apteronotus magoi (Santana, Castillo & Taphorn, 2006)[23]
- Apteronotus mariae (Eigenmann & Fisher, 1914)[24]
- Apteronotus milesi (De Santana & Maldonado-Ocampo, 2005)[25]
- Apteronotus rostratus (Meek & Hildebrand, 1913)[26]
- Apteronotus spurrellii (Regan, 1914)[27][28][29][30][31][32][33]